# Altrei
Altrei (italià Anterivo) és un municipi italià, dins de la província autònoma de Tirol del Sud. Comprèn les fraccions d'Eben (Pramarino) i Guggal. És un dels municipis del districte d'Überetsch-Unterland. L'any 2007 tenia 390 habitants. Limita amb els municipis de Capriana, Carano, Castello-Molina di Fiemme, Truden i Valfloriana. Fins al 1946 formà part de la província de Trento, i aleshores passà a Tirol del Sud mercè l'Acord De Gasperi-Gruber.

## Situació lingüística
| Pertinença lingüística (cens 2001) | 91,44% alemany |
| Pertinença lingüística (cens 2001) | 8,56% italià   |
| Pertinença lingüística (cens 2001) | 0,00% ladí     |

## Administració

Territori comunal

| Període | Identitat                  | Partit |
| ------- | -------------------------- | ------ |
| 2004-   | Hartwig Friedrich Lochmann | SVP    |